# Jodie Christian
Jodie Morris Christian (* 2. Februar 1932 in Chicago, Illinois; † 13. Februar 2012) war ein US-amerikanischer Pianist des Modern Jazz.

## Leben
Jodie Christian war ein Veteran der Chicagoer Jazzszene. Er spielte mit Lester Young, Coleman Hawkins, Benny Carter, Don Byas, Sonny Rollins, Milt Jackson und war an Plattenaufnahmen von Chet Baker, Von Freeman 1992, Stan Getz 1957, Gene Ammons 1970, James Moody, Sonny Stitt, Ira Sullivan 1958 beteiligt sowie bei Eddie Harris, wo er auf dem Album Listen Here (1967) mitwirkte.

Christian gehörte in den 1960er Jahren zu dem Gründungsmitgliedern der Musikerkooperative AACM und war in den 1990er Jahren als Hauspianist von Delmark Records bei Plattenaufnahmen von Chicagoer Musikern wie Eric Alexander, Lin Halliday, Carl Leukaufe und Mike Smith tätig, wirkte aber auch bei Aufnahmen von Roscoe Mitchell mit und begann erst in dieser Zeit unter eigenem Namen fünf Alben bei Delmark Records aufzunehmen. Im Jahr 2000 erschien als letztes Album Reminiscing, begleitet vom Bassisten Dennis Carroll und dem Schlagzeuger Tony Walton, auf dem er Standardmaterial wie André Previns It’s Good to Have You Near und How Sensitive verarbeitet. Zuletzt spielte er im AACM Fire Trio mit Reggie Nicholson und Art Brown.

## Auswahldiskographie
Als Leader
- Experience (Delmark Records, 1991–92)
- Rain Or Shine (Delmark, 1991–93) mit Roscoe Mitchell
- Soul Fountain (Delmark, 1994)
- Front Line (Delmark, 1996)
- Reminiscing (Delmark, 2000)

Als Sideman
- Eric Alexander: Staplemates (Delmark, 1995)
- Gene Ammons: The Chase! (Prestige Records, 1970)
- Von Freeman: Never Let Me Go (Steeplechase, 1992), Lester Leaps In (SC, 1992), Dedicated to You (SC, 1992)
- Stan Getz: Stan Meets Chet (Verve Records, 1957) mit Chet Baker
- Dexter Gordon: Featuring Joe Newman (Monad, 1976)
- Eddie Harris: The Electrifying Eddie Harris/Plug Me In (Rhino/Atlantic Records 1967/68)
- Roscoe Mitchell: The Flow of Things (Black Saint, 1984), Hey Donald (Delmark, 1994), In Walked Buckner (Delmark, 1998)
- Ira Sullivan: Nicky’s Tune (Delmark, 1958)

## Lexikalischer Eintrag
- Richard Cook, Brian Morton: The Penguin Guide of Jazz on CD. 6. Auflage. Penguin, London 2002, ISBN 0-14-051521-6.